# خوزه زامورا (بازیکن فوتبال، زاده ۱۹۸۸)
خوزه زامورا (انگلیسی: José Zamora؛ زادهٔ ۲۲ اوت ۱۹۸۸) بازیکن فوتبال اهل اسپانیا است.
از باشگاه‌هایی که در آن بازی کرده‌است می‌توان به باشگاه فوتبال رئال مادرید کاستیا، باشگاه فوتبال پومفرادینا، باشگاه فوتبال ایبار، و باشگاه فوتبال هالمستاد اشاره کرد.
وی همچنین در تیم ملی فوتبال زیر ۱۹ سال اسپانیا بازی کرده‌است.